# Haematopota przewalskii
Haematopota przewalskii är en tvåvingeart som beskrevs av Olsufjev 1979. Haematopota przewalskii ingår i släktet Haematopota och familjen bromsar. Inga underarter finns listade i Catalogue of Life.